# Ladritsch
Ladritsch (aus dem Rätoromanischen nach lateinisch latericius „Heustadel“) ist ein Vorsäß im Gebiet der österreichischen Gemeinde Sonntag. Es ist namensgebend für das Ladritschtobel, in dem es liegt, und für den darin fließenden Ladritschbach.